# Invention du téléphone
 (septembre 2018).

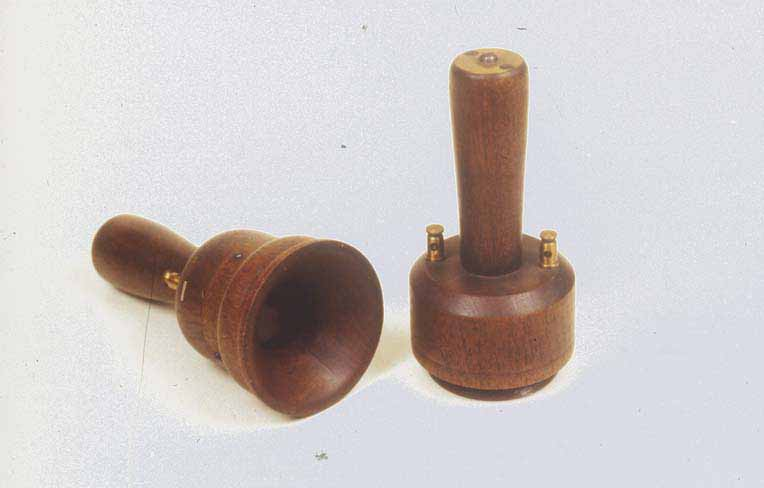
Téléphone de Antonio Meucci

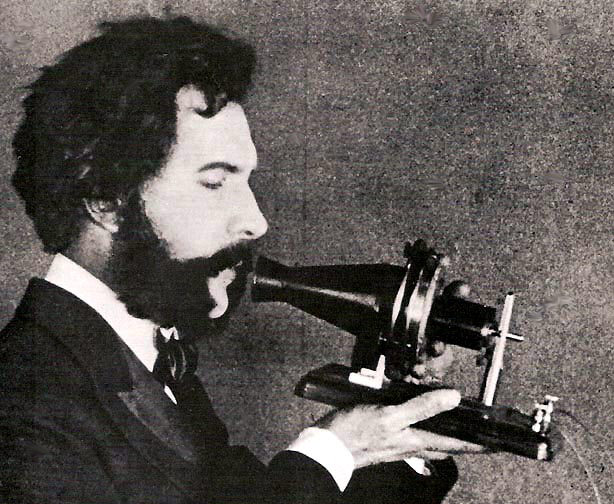
Un acteur jouant Alexander Graham Bell parlant dans un des premiers modèles de téléphone.

L’invention du téléphone est le résultat du travail de nombreuses personnes et est marqué par un ensemble de procédures judiciaires fondé sur les revendications de brevets de plusieurs personnes et sociétés.

## Premiers développements
Le concept de téléphone remonte au téléphone mécanique, connu pendant des siècles, et comprenant deux diaphragmes connectés par une corde ou un câble. Les ondes sonores se déplacent sous une forme mécanique le long de ce fil, d'un diaphragme à l'autre. Le téléphone à ficelle, fait d'un fil reliant deux gobelets, conserves, etc., est un jouet pour enfant fonctionnant selon ce même principe. 
L'idée essentielle est qu'un diaphragme peut collecter les sons de l’air, comme dans l'oreille, et un fil peut le transmettre et le reproduire à distance. Le premier élément permettant le développement du téléphone électromagnétique est apparu en 1833 quand Carl Friedrich Gauss et Wilhelm Eduard Weber inventèrent un outil électromagnétique pour la transmission des signaux télégraphiques à Göttingen en Basse-Saxe, aidant ainsi à créer les bases fondamentales de la technologie qui fut par la suite utilisée dans des outils de télécommunication similaires. L'invention de Gauss et Weber est considérée comme le premier télégraphe électromagnétique.

## Pionniers du téléphone

### Charles Grafton Page
En 1840, l'américain Charles Grafton Page fit passer un courant électrique dans une bobine placée entre deux pôles d'un aimant en forme de fer à cheval. Il observa que connecter et déconnecter le courant crée un son résonnant dans l’aimant. Il appela cela de la « musique galvanique ».

### Innocent Manzetti
Innocent Manzetti a considéré l'idée du téléphone dès 1844, et en aurait fabriqué un en 1864, comme amélioration d'un automate qu'il avait construit en 1849.

### Charles Bourseul
Charles Bourseul était un ingénieur français du télégraphe qui proposa (mais ne construisit pas) le premier projet de téléphone en 1854. Un peu plus tard, Antonio Meucci revendiquait avoir fait la première tentative de fabrication d'un téléphone en Italie.

### Johann Philipp Reis
Le transmetteur de Reis était très difficile à opérer car la position relative de l'aiguille et le contact était primordial au fonctionnement de l’appareil. Il peut porter le nom de « téléphone » car l'appareil transmettait électriquement un son à distance, mais il ne s'agissait pas d'un téléphone dont l'usage commercial était possible car il ne permettait pas de transmettre une copie de bonne qualité du son émis. 

### Antonio Meucci
Antonio Meucci, né le 13 avril 1808 à San Frediano, un quartier de la commune de Florence en Toscane et mort le 18 octobre 1889 à Staten Island, aux États-Unis, est un inventeur italien, notamment connu pour être l'inventeur du téléphone, ce que quelques auteurs revendiquent. Son rôle dans l'histoire du téléphone a été officiellement reconnu le 11 juin 2002 par la Chambre des représentants des États-Unis : « Expressing the sense of the House of Representatives to honor the life and achievements of 19th Century Italian-American inventor Antonio Meucci, and his work in the invention of the telephone ».

### Cyrille Duquet
Cyrille Duquet invente le combiné téléphonique.
Il obtient un brevet « le 1er février 1878, pour certaines modifications « facilitant la transmission du son et améliorant [les] propriétés acoustiques » et surtout pour la conception d’un nouvel appareil réunissant, sur une même planchette, l’émetteur et le récepteur. »

## Transmetteurs et récepteurs électro-magnétiques
La paternité controversée de l'invention du téléphone est revendiquée par de nombreux inventeurs. Le premier à la revendiquer est un associé d'Alexander Graham Bell, Elisha Gray, les deux hommes s'étant lancés dans une bataille historique pour la paternité du brevet. 

### Réussite de Bell
Alexander Graham Bell, né le 3 mars 1847 à Édimbourg en Écosse et mort le 2 août 1922 à Beinn Bhreagh au Canada, est un scientifique, un ingénieur et un inventeur Scotto-canadien, naturalisé Américain en 1882. Il a aussi été professeur de diction à l’université de Boston. Il est surtout connu pour l'invention du téléphone. La première liaison téléphonique a lieu le 10 mars 1876. C’est ce jour-là, que Bell parvient à « appeler » son assistant situé dans une autre pièce, lui transmettant cette phrase restée célèbre: « Monsieur Watson, venez vite, j'ai besoin de vous! », réalisant, lorsque Thomas Watson arrive à la rescousse, que son message a bien été transmis via l'engin. Avant l'invention du téléphone électromagnétique, des objets mécaniques et acoustiques permettent de transmettre le son et la voix. Souvent basés sur des tuyaux ou d'autres objets physiques, le téléphone « tin-can », ou « boîte de conserve » en français, aussi appelé téléphone de l'amant, n'est pas qu'un jeu d'enfants. À l’aide de 2 diaphragmes reliés avec du fil, les vibrations mécaniques transmettent les ondes sonores d'un bout du fil à l'autre. Cette invention ingénieuse a permis, non seulement d'avoir un objet pour communiquer avec quelqu’un à l’autre bout de la ville, mais ce dernier a inspiré le téléphone portable, aussi connu sous le nom de « smartphone ». Graham Bell ne vivra pas assez vieux pour être témoin de la première liaison téléphonique trans-Atlantique, mais avec son fidèle assistant Watson, il réalisera la première liaison téléphonique d’une côte à l’autre (coast to coast), entre New York et San Francisco le 25 janvier 1915. Le téléphone a pris bien des formes depuis ses débuts. Du téléphone Blake, un des premiers téléphones fabriqués au Canada et dont la batterie d'alimentation se trouve à l'intérieur de son boîtier, en passant par le téléphone fixe, il connaîtra lui aussi bien des modes.